# 云州水库
云州水库位于中国河北省张家口市赤城县云州乡，是以防洪、供水为主，兼有发电、灌溉、养殖等功能的大（二）型水库。
云州水库从2004年开始每年向北京市集中供水1至2千多万立方米，是北京市的重要饮用水源地之一。
在NHK的纪录片激流中国第3集中，为了确保北京用水，云州水库边的村民连日常用水和农业生产都得不到保障。